# Менди, Формоз Жан-Пьер
Формоз Жан-Пьер Менди (фр. Formose Jean-Pierre Mendy; 8 октября 1993) — французский футболист сенегальского происхождения, защитник парижского клуба «Ред Стар».

## Карьера

### Клубная карьера
Формоз начал заниматься футболом в клубе «Торси», с 2008 по 2009 он тренировался в Академии Клерфонтен, а затем присоединился к молодёжной команде «Лилля».
1 апреля 2012 года Менди дебютировал за вторую команду «догов», выступавшую в Национальном дивизионе 2. Проведя за 2 сезона только 10 матчей, защитник для получения постоянной игровой практики летом 2013 года перешёл в «Зюлте-Варегем».
1 марта 2014 года состоялся дебют Формоза в Лиге Жюпиле в матче с «Васланд-Беверен».
28 февраля 2015 года француз отметился первым забитым мячом в профессиональной карьере.
Летом 2016 года, вернулся во Францию, подписав контракт на 2 года.

### Карьера в сборной
Формоз выступал за юношескую сборную Франции (до 17 лет). За период с 2009 по 2010 провёл 9 матчей.